# محمد العارف عبية
محمد العارف عبية (1944 - 5 فبراير 2016) هو فنان تشكيلي ليبي، ويعد واحد من أهم الفنانين التشكيليين في ليبيا، نذر تجربته الفنية التي امتدت على عقود لتصوير التراث الشعبي المحلي المتشابك مع الانتماء الأفريقي، فاستطاع أن يكون سفير ليبيا التشكيلي الذي عرّف بعاداتها وتقاليدها عبر ريشاته وأعماله ذات الأساليب المتنوعة

## حياته
محمد العارف عبية ولد في 1944 في طرابلس - ليبيا. اكتشف حبه للرسم منذ سن مبكرة وكان لديه اهتمام قوي برسم المباني والطبيعة والناس في مدينته طرابلس . لم يتلقى اي تدريبه او دارسة اكادمية في اختصاص الرسم فهو كان يتمتع بالموهبة وطور طريقة رسمه مع مرور السنوات

## مسيرته
احترف الرسم الساخر (الكاريكاتير) والصحفي بشكل عام. نشر له أول رسم ساخر بصحيفة الحرية بمدينة طرابلس بتاريخ 8 - 5 - 1968 ثم احترف فن الكاريكاتير في مجلات الأطفال وعمل في الكثير من الصحف والمجلات المحلية. اهتم برسم اللوحة منذ عام 1975. واهتم بالتصوير الفوتوغرافي وصور المعمار الليبي والمقتنيات الشعبية والطبيعة المحلية وشارك في كثير من المعارض في الداخل والخارج في ليبيا، إلى أن رحل سنة 2016.
صدر للفنان عبية كتاب “منعطفات الزمن والحب” كتاب يحتوي عينات من أغلب مراحله الفنية في 130 صفحة عن منشورات المؤسسة العامة للثقافة 2009 مع مقدمة من الكاتب والناقد الليبي منصور أبوشناف، بسيرة ذاتية واللوحات ملونة وبعض الأعمال بالأبيض والأسود.

## التكريم
كرم عبية مع مجموعة من الفنانين الليبيين التشكليين من قبل الجامعة الليبية الدولية في حفل قامات من بلادي 2024

## الإسهامات
استعمل الفنان محمد العارف عبية أسلوب وبساطة هذا المنهج الفني وصنع مفردات ليبية كانت في أغلبها قريبة من المفردات التي اتكأ عليها كليا في إنتاجه مثل العمارة الليبية القديمة والمعمار الليبي في المدن الصحراوية وخصوصا مدينة غدامس، فكان الرسم الخارجي لمدينة غدامس وحدود المباني وما يجاورها من غابات نخيل كأنها الأصل الفعلي لأعمال الألماني بول.